# Ljud

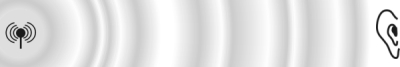
Ljudvågor är skillnader i täthet hos det medium vågorna färdas genom. Ljusa områden illustrerar luft med lägre densitet än normalt, mörka partier luft med högre densitet än normalt.

Ljud är mekaniska vågor, en varierande täthet som överförs av ett fast ämne, vätska eller gas, vars frekvenser faller inom intervallet för hörsel med en nivå som är tillräckligt stark för att höras, eller känslan av sådana vibrationer som stimulerar hörselorgan. Ett exempel på hörselorgan är öron.
Ljudets hastighet påverkas av mediets egenskaper (bland annat dess densitet, hårdhet, elasticitetsmodul).

## Fysikaliska egenskaper

Sinusvågor med varierande frekvenser.
Vågorna under den röda har successivt ökande frekvens. Den horisontella axeln representerar tiden.

De mekaniska vågor vilka uppfattas som ljud kan färdas genom alla former av materia: gaser, vätskor, fasta ämnen och plasma. Materian som leder ljudet kallas medium. Ljud kan inte färdas genom vakuum.

### Longitudinella och transversella vågor
Ljud som transporteras via gaser, plasma och vätskor kallas longitudinella vågor, även kallade kompressionsvågor. Ljud som färdas genom fast materia kan överföras genom både longitudinella vågor och transversella vågor.

### Ljudets hastighet
Ljudets hastighet beror på det medium vågorna passerar och är en grundläggande egenskap för materialet. I luft, vid 20 °C, är hastigheten 343 m/s (1 235 km/h). I färskvatten, vid 20 °C, är ljudets hastighet ungefär 1 482 m/s (5 335 km/h) och i stål är hastigheten ungefär 5 960 m/s (21 460 km/h).

## Ljud och hörsel
Med ljud menas inte bara den mekaniska vågrörelsen, utan även hörselförnimmelsen. Ljudvågor transporterar relativt lite effekt. En talande person sänder bara ut någon tusendels watt, vilket verkar rimligt då det inte är någon större ansträngning att tala. Ljud vore i stort sett utan intresse, ja, ljud skulle faktiskt inte ens finnas, om det inte fanns djur och människor som kunde uppfatta små tryckvariationer i luft med hörseln.[källa behövs] Vid ett frågeprogram på radio, Svar idag ställdes en gång frågan, huruvida det uppstår ljud då exempelvis en sten faller i marken från ett berg på en avlägsen planet. Svaret från experten (sannolikt astronomen Peter Nilson) blev något förbryllande: ”I princip, nej.” Han förklarade, att om det inte finns någon organism närvarande som är utrustad med ett sinnesorgan som uppfattar sådana skillnader i luftens täthet som vi definierar som ljud, så uppstår heller inga ljud. Skillnader i planetens gasatmosfär i form av tryckskillnader skulle visserligen uppstå, men inte det vi kallar ljud. Detta kan i förstone låta paradoxalt, men ’ljud’ i dess betydelse av ’hörselförnimmelse’ är ingen naturlag. Därtill fordras en organism som kan uppfatta och tolka ljudvågor som just ljud. För oss människor är det exempelvis fullkomligt irrelevant i vad mån personer i vår omgivning alstrar elektromagnetiska fält förutom synligt ljus, eftersom vi, i motsats till vissa fiskar, saknar ett sinne som specifikt registrerar annan elektromagnetism än synligt ljus. Beträffande sådan elektromagnetism är vi således helt ”döva”.
Hörbart ljud har frekvenser som ligger inom hörbarhetens gräns, vilken för människans del ungefär omfattar området 20–20 000 Hertz. Ljud med lägre frekvens än 20 Hz kallas infraljud och ljud med högre frekvenser än 20 000 Hz kallas ultraljud. Trots att vi inte kan uppfatta infraljud med vår hörsel, upplever vi detta ofta såsom obehagligt. Helt tydligt kan vi med andra ord uppleva infraljud med andra sinnesorgan än just hörseln, möjligen med hjälp av tryck- och lägesreceptorer i muskler och senor. Ciarán O’Keeffe, doktor i musik och psykologi samt undersökande parapsykolog, är övertygad om att exempelvis den känsla av ”närvaro” av avlidna personer som medier upplever i så kallade hemsökta hus, i själva verket är någon form av infraljud. I ett program som sändes på Discovery Channel visade han att ett kontor, som redan från första början stämplades som en plats för spöken, låg i riktningen av en biltunnel, vilken vid lämpliga vindförhållanden, likt en gigantisk orgelpipa alstrade mycket lågfrekventa och kraftiga infraljud.
Ljudvågor fångas upp av ytterörat (öronmusslan) och den yttre hörselgången och leds in mot trumhinnan, som sätts i vibration. Rörelsen överförs med hjälp av de tre hörselbenen hammaren, städet och stigbygeln till det ovala fönstret, som sitter i ena ändan på hörselsnäckan. Hörselsnäckan består av en snäckformad tunnel, delad i två kanaler av ett par membran, basalmembranet, på vilket sinneshåren sitter, och vestibularmembranet. Hörselsnäckan avslutas med runda fönstret som även det är ett elastiskt membran. När vätskan i hörselsnäckan via ovala fönstret sätts i svängning uppstår vågmönster i vätskan som deformerar basilarmembranet. Deformationen, som ger information om den inkommande signalens frekvens och amplitud, registreras av sinneshår som skickar signalen vidare till hörselcentrum i hjärnan via hörselnerven. Frekvensselekteringen sker alltså primärt i basilarmembranet.
En person med hörselnedsättning kan ha nedsatt hörsel antingen på ett öra eller på båda öronen. En hörselnedsättningen kan vara ärftlig, medfödd eller tillkommen senare i livet. Den kan bero på infektioner hos mamman orsakade före födsel av t.ex. rubella, cytomegalovirus och syfilis, eller orsakade senare i livet av infektioner i som bakteriell meningit och otitis media (öroninflammation).

## Ljudhastighet och vågutbredning
Ljud- och vibrationsvågor är mekaniska elastiska vågor, vilket innebär att villkoret för vågornas existens är att mediet har massa och elasticitet. Om en masspartikel förskjuts från sitt ursprungsläge kommer de elastiska krafterna att försöka återföra den till ursprungsläget. När partikeln rör sig kommer de elastiska krafterna att påverka närliggande partiklar så att svängningsrörelsen sprids. Denna spridning av vibrationer är en form av vågutbredning. Ljudvågen kan ses som en energibärande störning som medför elastiska svängningar omkring vilolägen för partiklarna i mediet.
Det finns i huvudsak två typer av vågor, longitudinella och transversella vågor. De longitudinella vågorna har partikelrörelse som är parallell med utbredningsriktningen. Elastiska vågrörelser i gaser (fluider) är av longitudinell typ, vilket beror på att skjuvspänningar inte kan förekomma i gaser och vätskor. Om partiklarna svänger i en riktning som är vinkelrät mot utbredningsriktningen kallas vågen transversalvåg. Exempelvis är vågrörelser på ytan av stillastående vattensamlingar till stor del transversella. Inom akustiken är denna typ av vågrörelse en viktig komponent vid beskrivningen av fasta material.
Ljud fortplantar sig med en viss hastighet, vilket betyder att det tar en viss tid för ljudet att nå mottagaren från det att det sändes. Jämför med åskväder; först ses blixten, en viss tid därefter hörs knallen. Om hastigheten varit obegränsad hade ljudet nått mottagaren samtidigt som det uppstod vid källan och om hastigheten varit noll hade någon ljudutbredning inte skett. 
Ljud fortplantar sig med olika hastigheter i olika medier och bestäms av mediets styvhet och densitet. För longitudinella vågor och transversella skjuvvågor är ljudhastigheten en materialkonstant. I luft är den 343 m/s vid temperaturen  20 °C. I luft och i ideala gaser ökar ljudhastigheten i proportion till kvadratroten ur den absoluta temperaturen (i Kelvin), men den är oberoende av lufttrycket och påverkas endast marginellt av luftfuktigheten. Longitudinella ljudvågor färdas med 5 200 m/s i stål, medan de färdas med omkring 50 m/s i ett gummiliknande material. I luft (och andra longitudinella vågor) är hastigheten alltså en konstant, vilket innebär att ljudet behåller sin form medan det fortplantar sig, det vill säga det är samma ljudsignal som når mottagaren som sänds från källan. 
I fasta material kan ljud även fortplanta sig som transversella skjuvvågor och i tunna fasta strukturer som plattor och balkar som böjvågor. Böjvågor är speciellt viktiga då dessa med relativt stor effektivitet strålar ut ljud till omgivningen.
Ljudets vågutbredning kan matematiskt beskrivas med hjälp av en differentialekvation kallad vågekvationen. I det homogena fallet
{\displaystyle {\frac {\partial ^{2}p}{\partial x^{2}}}+{\frac {\partial ^{2}p}{\partial y^{2}}}+{\frac {\partial ^{2}p}{\partial z^{2}}}-{\frac {1}{c^{2}}}{\frac {\partial ^{2}p}{\partial t^{2}}}=0}
där p är ljudtrycket och c är ljudhastigheten.

## Ljudets styrka
Ljudets styrka kan uttryckas i olika fysikaliska storheter, så som ljudtryck och ljudintensitet. Ofta uttrycks styrkan i dess ljudnivå med det logaritmiska måttet decibel (dB). Man talar därför om ljudtrycksnivå och ljudintensitetsnivå, etc.

## Andra egenskaper
Ljud som upprepas en eller flera gånger, genom naturlig reflektion eller artificiella metoder, kallas eko om man tydligt hör varje enskild vågfronts passage. Ett specialfall är fladdereko som uppkommer mellan två parallella reflekterande ytor – ljudet av en handklapp låter då nästan som en fjäder. Om man inte tydligt hör varje reflex så talar man i stället om efterklang.
Ett ljudfält som inte är påverkat av eko eller reflektioner från olika ytor och objekt kallas ett fritt fält. Ljudfältet består då bara av det direkta fältet från ljudkällan.
Dopplereffekten är ett fysikaliskt fenomen, som innebär en förändring av frekvensen hos en ljudsignal beroende på om ljudkällan närmar sig eller avlägsnar sig i förhållande till observatören. Detta beror på att ljudkällans hastighet dras från eller läggs till ljudets hastighet.
Haas-effekten är att ifall man har två likadana ljud från olika ljudkällor men där den ena ljudkällan är något fördröjd, så upplever man att riktningen är från den som inte är fördröjd.
Dvs, fördröjer man till exempel vänster hörlur med 2–30 ms uppfattar man att ljudet kommer från höger hörlur. Detta kan man prova själv på datorn, genom att sätta 30 ms tystnad i början av ena kanalen i en ljudfil, men blir tidsskillnaden större än 50 ms, så uppfattar man det som två separata ljud.
Kamfilter bildas om man slår ihop två likadana signaler varav den ena är fördröjd. Det är en förändring i frekvensresponsen. Om källornas frekvensrespons är jämn, iakttas den summerade signalen som en kam i spektrumanalysatorn. Flanger, som bland annat är en gitarreffekt, är ett kamfilter som dessutom rör på sig, dvs. fördröjningen oscillerar.

## Teknik och kommunikation

### Akustikreglering
När man vill förändra de akustiska förhållandet i ett rum så talar man om att man akustikreglerar rummet. Rumsakustik är den del av akustiken som främst sysslar med ljud i rum. De rum man studerar är oftast sådana där musik eller tal ska framföras och nå fram till en lyssnare, exempelvis konsertlokaler, teaterlokaler, hörsalar och skolsalar. För att skatta rumsakustiska parametrar, så som efterklangstiden, i ett rum kan man använda sig av förenklade teoretiska modeller, som Sabines formel, eller mer omfattande modeller som strålgångsberäkning med dator. För att förändra akustiken i ett rum använde man sig av ljudabsorberande material. Vetenskapen om ljud är akustik. Oönskat ljud är buller, vilket är att betrakta som ett miljöproblem.

### Kommunikation på avstånd
För att kommunicera över långa avstånd eller i bullriga miljöer har man genom historien funnit olika sätt att förstärka eller leda ljud från en plats till en annan. När den mänskliga rösten inte räckt till har man utnyttjat akustiken i naturen eller till exempel konstruerat talrör för samtal mellan kommandobrygga och maskinrum ombord på ett fartyg. Under 1800-talet lärde man sig omvandla ljudets mekaniska svängningar till elektromagnetiska dito, och tillbaka igen till hörbart ljud, varvid såväl den elektriska hörapparaten som telefonen skapades. Senare tillkom ljudradio och megafon.

### Lagra ljud
Tekniken att ljudinspelning och att lagra ljud för senare återgivning började utvecklas i slutet av 1800-talet med den första användbara fonografen. Det första inspelade ljud man hittat är från 1860. Det spelades in på en fonoautograf som uppfanns av Édouard-Léon Scott de Martinville. Utvecklingen har fortsatt under 1900-talet med grammofonen, skivspelaren, trådspelaren och bandspelaren. I och med datorns utveckling har man också tagit fram metoder för digitalisering av ljud så att dessa kan lagras på ett digitalt medium eller överföras medelst datakommunikation, och lagras som en ljudfil.
Ljuddesign är arbetet med att forma en ändamålsenlig och/eller fördelaktig ljudbild för en viss produkt, miljö eller  varumärke. Det handlar alltså om att via hörseln påverka en användares upplevelser. Ljuddesign kan också uppfattas som arbetet med att bestämma hur ett visst ljud ska låta.

### Användning av ultraljud
Ultraljud är ljud med en frekvens högre än den översta gränsen för människans hörsel (alltså över 20 000 Hz). Inom medicin och industri används ultraljud för medicinsk diagnostik och teknisk diagnostik, bearbetning och rengöring. Ultraljud vid graviditet görs för att fastställa graviditetens längd och antal foster.

### Stomljud
Stomljud är svängningar i fasta material som alstras till exempel av en maskin eller av människor. Stomljud kan uppträda i en byggnad, där ljudvågorna från exempelvis steg utbreder sig i en dålig ljudisolerad betongstomme (stegljud) eller i berg från exempelvis en bergborrmaskin eller i samband med sprängningar. Stomljud kan dämpas med enkelsidig beläggning eller med sandwichmetoden (flerskikt). I båda fallen omvandlas svängningsenergin till värme.